# Patrylinearny system pokrewieństwa
Patrylinearny system pokrewieństwa – w antropologii system pokrewieństwa faworyzujący ojca dziecka.
Patrylinearność zakłada automatyczne włączanie dzieci po urodzeniu do grupy ojca i pozostawanie jej członkami przez całe życie (zasada patrylinearności). Przekłada się to np. na dziedziczenie nazwisk, przywilejów, majątku itp. – po krewnym ze strony ojca, a nie matki (tj. nie tylko od samego ojca).
Na podstawie badań ponad pięciuset społeczeństw na całym świecie (zob. światowa próba etnograficzna) stwierdzono, że system patrylinearny występuje średnio trzy razy częściej niż matrylinearny system pokrewieństwa.
Współczesne społeczeństwa europejskie nie są patrylinearne – występuje obustronne dziedziczenie i ustalanie pokrewieństwa – ale mają tendencję do patrylinearyzmu (np. dziecko automatycznie otrzymuje nazwisko ojca, chyba że przedsięweźmie się odpowiednie formalności).